# Urocerus
Genre
Urocerus est un genre d'insectes hyménoptères de la famille des Siricidae.

## Espèces rencontrées en Europe
- Urocerus albicornis (Fabricius 1781)
- Urocerus argonautarum (Semenov 1921)
- Urocerus augur (Klug 1803)
- Urocerus californicus Norton 1869
- Urocerus fantoma (Fabricius 1781)
- Urocerus franzinii Pesarini & Pesarini 1977
- Urocerus gigas (Linnaeus 1758) -- le Sirex géant
- Urocerus sah (Mocsáry 1881)

## Autre espèce
- Urocerus cressoni Norton, 1864